# Respirómetro
Un respirómetro es un dispositivo usado para medir la frecuencia respiratoria de diferentes organismos vivos al evaluar la relación entre el intercambio de oxígeno y dióxido de carbono. Estos resultados permiten investigar y analizar cómo los diferentes factores afectan la respiración, tales como la edad, el género, o el uso de diversas sustancias químicas. Los respirómetros son diseñados para medir la respiración a nivel de un organismo como un todo (tal como una planta, animal o ser humano) o a nivel celular (mitocondrial). 